# Kreissparkasse Steinfurt
Die Kreissparkasse Steinfurt ist eine Anstalt des öffentlichen Rechts mit Sitz in Ibbenbüren im Tecklenburger Land. Ihr Geschäftsgebiet liegt im Kreis Steinfurt. Sie ist Mitglied des Sparkassenverbandes Westfalen-Lippe, Münster, und über diesen dem Deutschen Sparkassen- und Giroverband e.V., Berlin und Bonn, angeschlossen.

## Firmierung
Die offizielle Firmierung gemäß Satzung und Eintragung im Handelsregister der Sparkasse lautet Kreissparkasse Steinfurt. 
Bis Mai 2023 lautete die vollständige Firmierung gemäß Satzung und Eintragung im Handelsregister Kreissparkasse Steinfurt – Zweckverbandssparkasse des Kreises Steinfurt und der Städte und Gemeinden Altenberge, Emsdetten, Greven, Hörstel, Hopsten, Horstmar, Ibbenbüren, Ladbergen, Laer, Lienen, Lotte, Metelen, Mettingen, Neuenkirchen, Nordwalde, Ochtrup, Recke, Saerbeck, Steinfurt, Tecklenburg, Westerkappeln und Wettringen.

## Träger
Träger der Sparkasse ist der Sparkassenzweckverband, der von dem Kreis Steinfurt und den Städten und Gemeinden Altenberge, Emsdetten, Greven, Hörstel, Hopsten, Horstmar, Ibbenbüren, Ladbergen, Laer, Lienen, Lotte, Metelen, Mettingen, Neuenkirchen, Nordwalde, Ochtrup, Recke, Saerbeck, Steinfurt, Tecklenburg, Westerkappeln und Wettringen gebildet wird. 
Der Sparkassenzweckverband ist eine Körperschaft des öffentlichen Rechts mit Sitz in Ibbenbüren und ist ebenfalls Mitglied des Sparkassenverbandes Westfalen-Lippe.

## Organisationsstruktur
Die Kreissparkasse Steinfurt ist eine Anstalt des öffentlichen Rechts. Rechtsgrundlagen sind das Sparkassengesetz für Nordrhein-Westfalen und die durch den Verwaltungsrat der Sparkasse erlassene Satzung. Organe der Sparkasse sind der Vorstand und der Verwaltungsrat.
In den Orten Emsdetten, Ibbenbüren, Greven und Steinfurt unterhält die Kreissparkasse Steinfurt jeweils eine Hauptstelle. Diesen Hauptstellen sind jeweils ein Private Banking, Firmenkunden- und Immobiliencenter angegliedert. In diesen Bereichen bietet die Sparkasse fachspezifische Beratungsleistungen an. Sie unterhält Beratungs-Center und Filialen in allen 22 Städten und Gemeinden ihrer Träger.

## Geschäftsausrichtung
Die Kreissparkasse Steinfurt betreibt als Sparkasse das Universalbankgeschäft. Im Verbundgeschäft arbeitet das Kreditinstitut mit der Westdeutschen Landesbausparkasse, der DekaBank, der Provinzial-NordWest-Versicherungsgruppe, der Neue leben und der Deutschen Leasing zusammen.
Die Kreissparkasse Steinfurt wies im Geschäftsjahr 2023 eine Bilanzsumme von 7,173 Mrd. Euro aus und verfügte über Kundeneinlagen von 4,83 Mrd. Euro. Gemäß der Sparkassenrangliste 2023 liegt sie nach Bilanzsumme auf Rang 50. Sie unterhält 47 Filialen/Selbstbedienungsstandorte und beschäftigt 915 Mitarbeiter..

## Geschichte
Als Zweckverbandssparkasse besteht die Kreissparkasse Steinfurt seit dem Jahr 2002. Sie ist ein Zusammenschluss der Sparkasse Ibbenbüren und der Sparkasse Steinfurt. Hinsichtlich ihrer historischen Entwicklung beruft sie sich auf die Gründungen ihrer ältesten Rechtsvorgänger, der Sparkasse des Kreises Tecklenburg in Ibbenbüren im Jahr 1856 und der Kreissparkasse Burgsteinfurt im Jahr 1857.

### Entstehung der Sparkasse Ibbenbüren / Kreissparkasse Tecklenburg
- 1. Juli 1856 Gründung Sparkasse des Kreises Tecklenburg in Ibbenbüren
- 1. Juli 1943 Übernahme der Amtssparkasse Ibbenbüren
- 1. Januar 1964 Übernahme der Stadtsparkasse Tecklenburg
- 1. Januar 1975 Umbenennung in Kreissparkasse Ibbenbüren
- 1. Januar 1977 Übernahme der Filialen in Greven und Saerbeck durch die Gebietsreform in Nordrhein-Westfalen und Umbenennung in Sparkasse Ibbenbüren

### Entstehung der Sparkasse Steinfurt / Kreissparkasse Burgsteinfurt
- 20. November 1857 Gründung Kreissparkasse Burgsteinfurt
- 25. Mai 1893 Gründung Stadtsparkasse Borghorst
- 1. Oktober 1899 Gründung Städtische Sparkasse Burgsteinfurt
- 1. Juli 1943 Fusion Kreissparkasse Burgsteinfurt und Städtische Sparkasse Burgsteinfurt zur Kreis- und Stadtsparkasse zu Burgsteinfurt
- 1. September 1978 Fusion Stadtsparkasse Borghorst und Kreis- und Stadtsparkasse zu Burgsteinfurt zur Kreis- und Stadtsparkasse Steinfurt, Kurzform Sparkasse Steinfurt

### Fusion mit der Verbundsparkasse Emsdetten-Ochtrup
- 1. Januar 2023 Fusion mit der Verbundsparkasse Emsdetten-Ochtrup

Mitte Januar 2024 wurden Fusionspläne zwischen der Kreissparkasse Steinfurt und der Sparkasse Westmünsterland öffentlich.

## Stiftungen
1989 wurde die Kulturstiftung der Sparkasse Steinfurt ins Leben gerufen, 1991 die Sportstiftung der Sparkasse Steinfurt. Beide Stiftungen verfügen jeweils über ein Vermögen von 511.291,88 Euro (1.000.000,00 DM). Mit den Stiftungen fördert sie Projekte aus unterschiedlichen gesellschaftlichen Bereichen innerhalb des Satzungsgebietes des Altkreis Steinfurt. Insbesondere jungen und begabten Menschen wird dabei ein besonderer Stellenwert eingeräumt.

## Einlagensicherung
Die Sparkasse ist Mitglied im bundesweiten Haftungsverbund der Sparkassen-Finanzgruppe. Das aus Sparkassen, Landesbanken und Landesbausparkassen bestehende überregionale Sicherungssystem stellt sicher, dass im Bedarfsfall ausreichend Mittel zur Verfügung stehen, um die Forderungen der Kunden und auch das Institut selbst zu schützen.